# 1100
Cette page concerne l'année 1100 (MC en chiffres romains) du calendrier julien. Pour l'année 1100 av. J.-C., voir 1100 av. J.-C. Pour le nombre 1100, voir 1100 (nombre).
L'année 1100 est une année séculaire et une année bissextile qui commence un dimanche.

## Événements
- Janvier : 
  - Le Saljûqide Muhammed Ier quitte Bagdad à la hâte. Son frère Barkyaruq entre dans la ville, qu’il perd à nouveau au printemps pour y revenir en force en avril 1101 et écraser Muhammed[1].
  - Bohémond de Tarente est investi de la principauté d'Antioche par son allié le patriarche Daimbert de Pise ; en juin il reprend l'offensive contre de l’émir d’Alep et les Arméniens de Cilicie[2]. L’archevêque Daimbert de Pise, venu avec cent vingt bateaux (1099), contribue à fortifier Jaffa. Grâce à sa flotte, il se fait élever au patriarcat de Jérusalem, fait reconnaître sa suzeraineté sur la principauté d'Antioche et le royaume de Jérusalem, et même se fait donner un quart de la ville sainte, puis une partie et enfin la totalité de Jaffa. Pour contrebalancer son pouvoir, Godefroy de Bouillon promet aux Vénitiens un tiers de toutes les villes qu’ils aideraient à conquérir et des privilèges importants[3].
- 23 février[4] : Huizong devient empereur song de Chine à 19 ans (fin en 1125).
- 14 mai : Barkyaruq est battu sur l’Isbidh-rudh près de Hamadan par son frère Muhammed Ier, qui est de nouveau reconnu sultan à Bagdad le 25 mai[5].
- Mai ou juin : Raymond de Saint-Gilles s’embarque pour Constantinople pour obtenir de l'empereur Alexis son aide et sa permission pour conquérir Tripoli[6].

- 1er août : une flotte génoise met voile en direction de Laodicée qui est atteinte vers le 25 septembre[7].
- Août :
  - Bohémond de Tarente, prince d'Antioche est fait prisonnier par l'émir de Sivas Danichmend à Malatya où il venait au secours du gouverneur arménien Gabriel[2]. Son neveu Tancrède de Hauteville exerce la régence (fin en 1103)[8].
  - La flotte vénitienne permet la prise de Cayphas (Haïfa) par Tancrède de Hauteville vers le 20[7].
- 12 septembre : Baudouin de Boulogne, comte d'Édesse, apprend la mort de son frère Godefroy de Bouillon par une délégation de chevaliers venus de Palestine qui lui offrent le trône de Jérusalem. Il abandonne le comté d'Edesse, le confie à son cousin Baudouin du Bourg et part pour Jérusalem (2 octobre)[8].
- Octobre : Baudouin de Boulogne est attaqué au passage du Nahr al-Kalb par les hommes de Duqâq de Damas[9].
- 25 décembre : couronnement de Baudouin de Boulogne, premier roi de Jérusalem[8].

### Europe

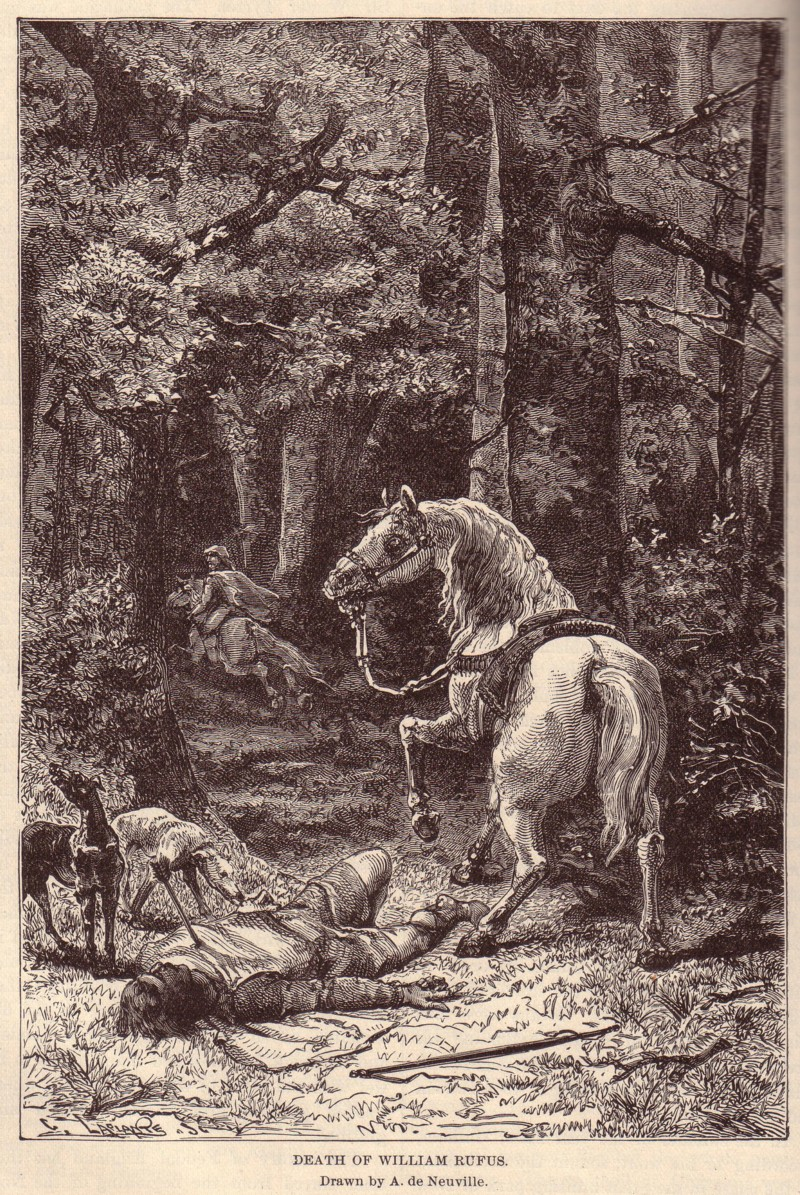
2 août : Guillaume II le Roux est tué par Gautier Tirel dans un accident de chasse dans le New Forest

- 2 août : mort du roi d'Angleterre Guillaume le Roux dans un mystérieux accident de chasse.
- 5 août : couronnement de Henri Ier Beauclerc en Angleterre (fin de règne en 1135)[10]. Il écarte du trône son frère Robert Courteheuse et publie une Charte des libertés l'année de son avènement[11].
- 30 août[12] : après avoir fait la paix (10 août) les princes russes se rassemblent une nouvelle fois au congrès de Vitichev[13], qui succède au congrès de Lioubetch de 1097[14]. David Igorovitch perd sa principauté de Vladimir, qui est donnée par Sviatopolk II à son fils Iaroslav, et obtient Dorogobouj en compensation.
- 8 septembre : mort de Clément III. L'antipape Théodoric, évêque de Sainte-Rufine, est intronisé à Rome, en opposition avec Pascal II[15]. De son côté l'empereur Henri IV, à la demande des Grands, convoque une diète à Mayence pour Noël afin de restaurer l'unité de l'Église catholique romaine[16].
- 16 septembre : les Almoravides battent les Castillans à la bataille de Malagón, près de l'actuelle Ciudad Real[17].
- 23 septembre : Anselme revient en Angleterre après la mort de Guillaume II le Roux et retrouve son archevêché de Cantorbéry. La querelle des Investitures se poursuit, l’obligeant à s’exiler de nouveau jusqu’en 1106[18].
- 18 octobre : Pierre Ier d'Aragon prend Barbastro[19].
- 18 novembre : ouverture du concile de Poitiers. Guillaume IX d'Aquitaine disperse les prélats qui s’apprêtaient à excommunier à nouveau le roi Philippe Ier de France lors de la clôture du concile[20].
- 25 décembre : Philippe Ier associe son fils Louis à la couronne[21].

- Philippe Ier, roi des Francs, s'empare du Vexin français ; la même année la ville de Bourges et le Berry entrent dans le domaine royal français[22].